# Campeonato de Suiza de Ciclismo en Ruta

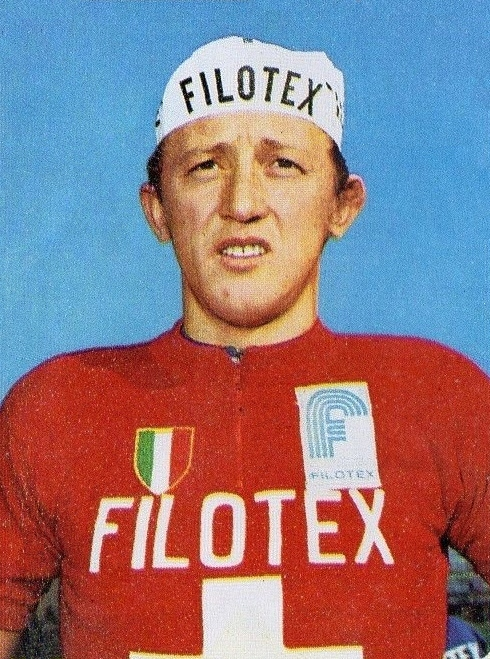
Josef Fuchs Bicampeón en 1972 y 1973.

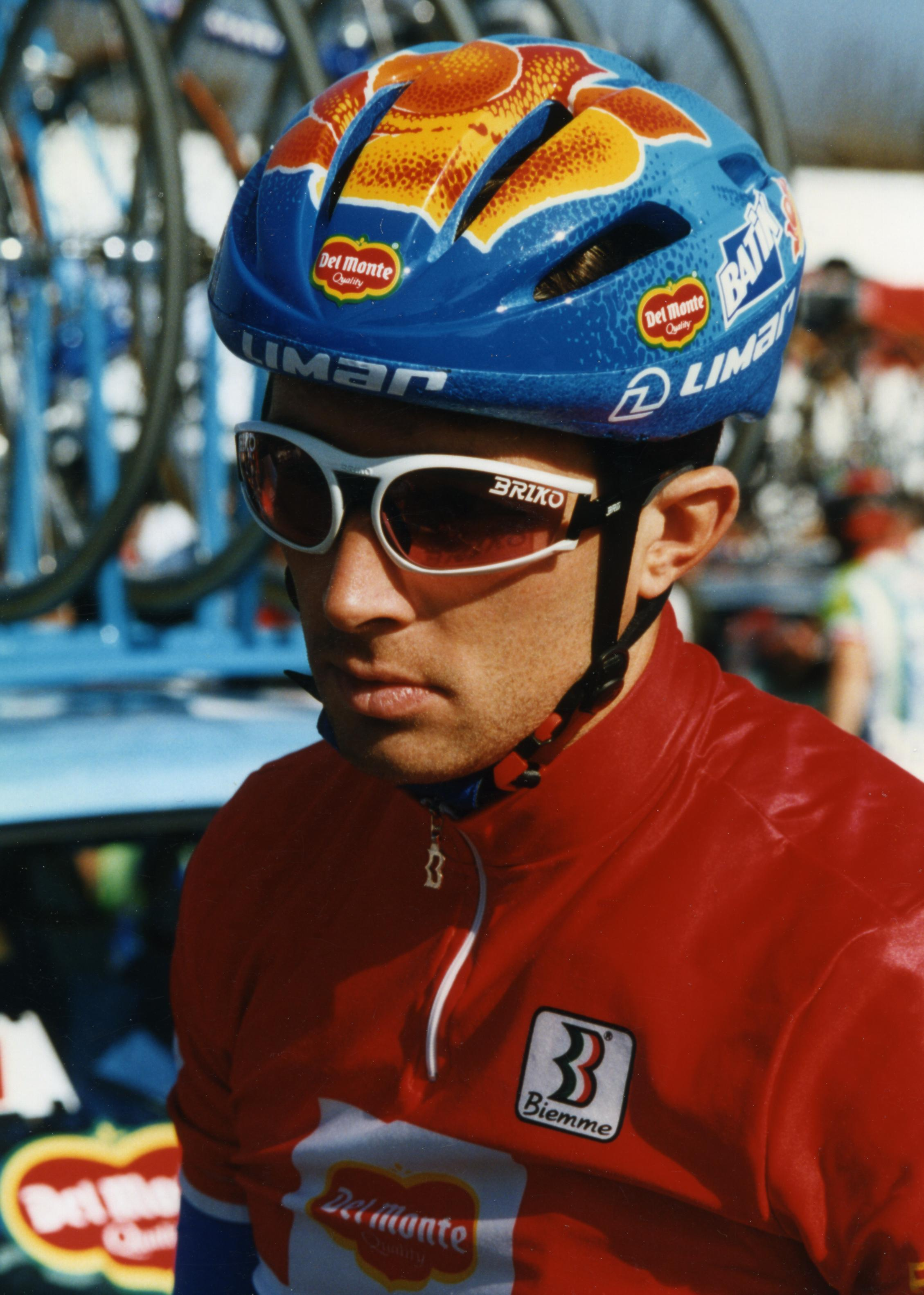
Armin Meier campeón en 1996 y 1999.

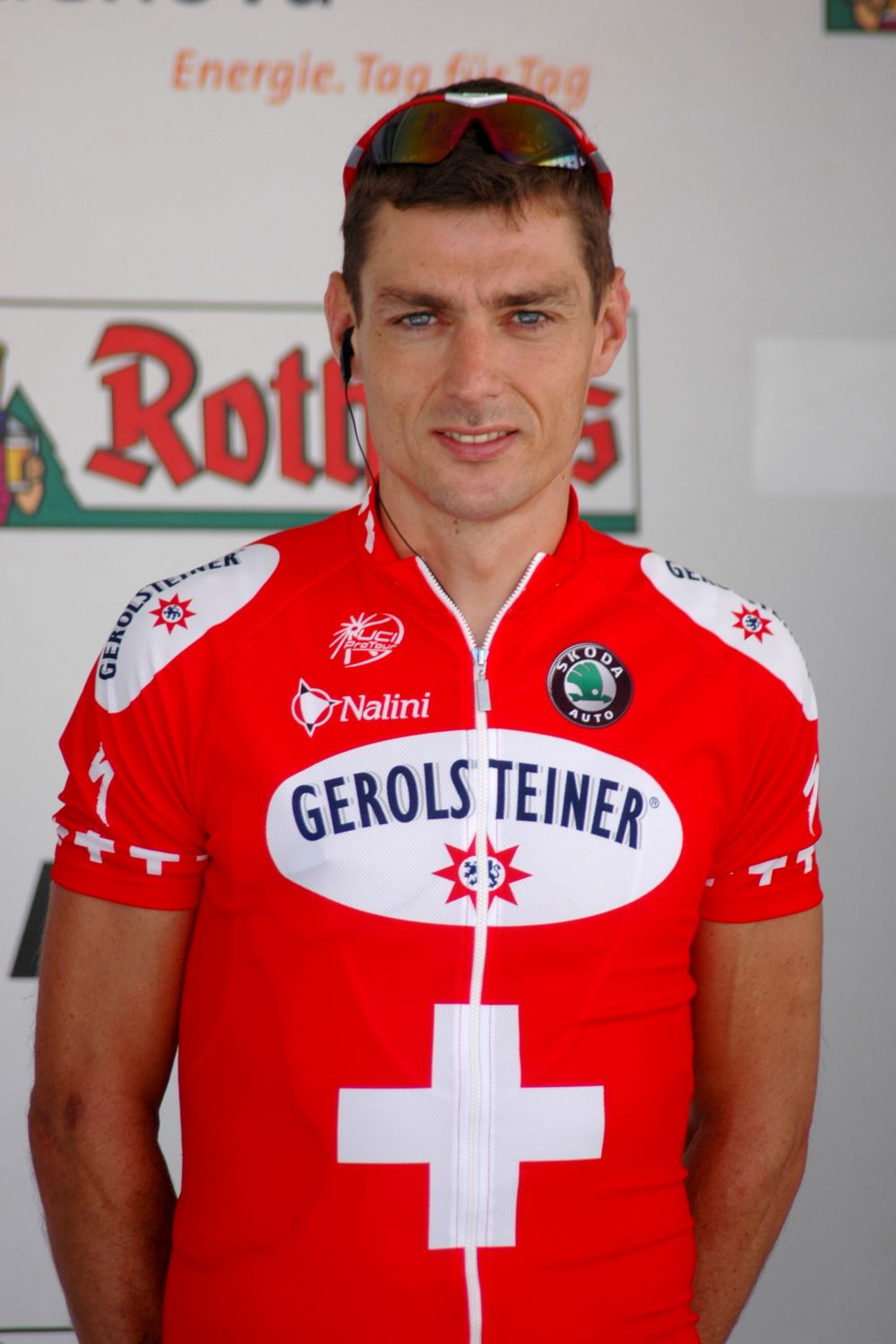
Beat Zberg con el maillot de Campeón de Suiza.

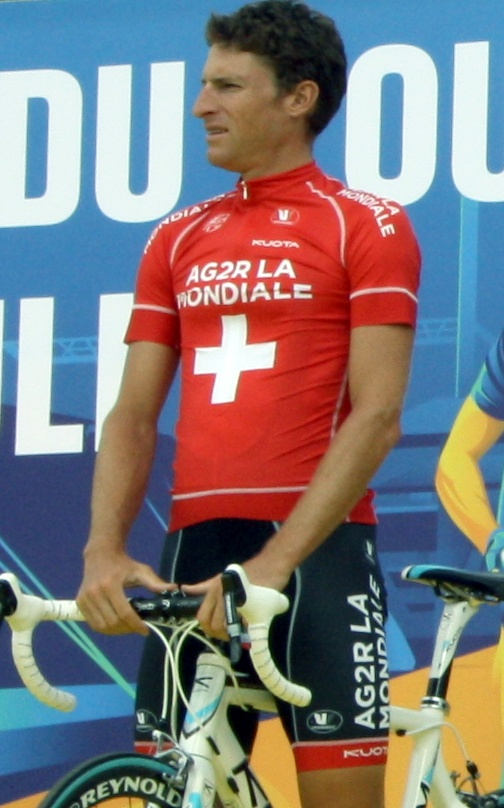
Martin Elmiger cuatro veces Campeón de Suiza en 2001, 2005, 2010 y 2014.

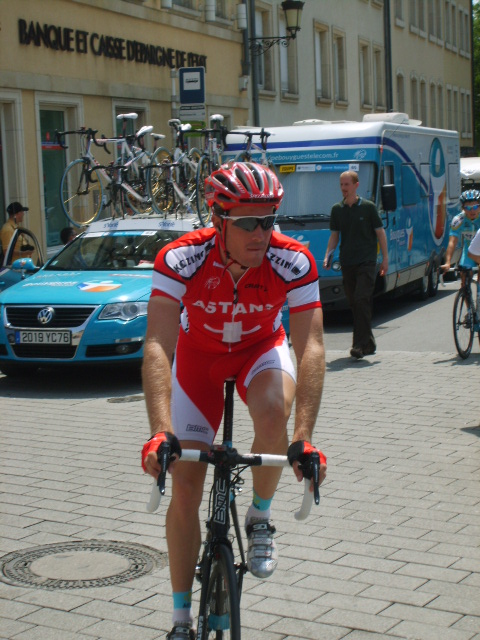
Grégory Rast Campeón de Suiza en 2006.

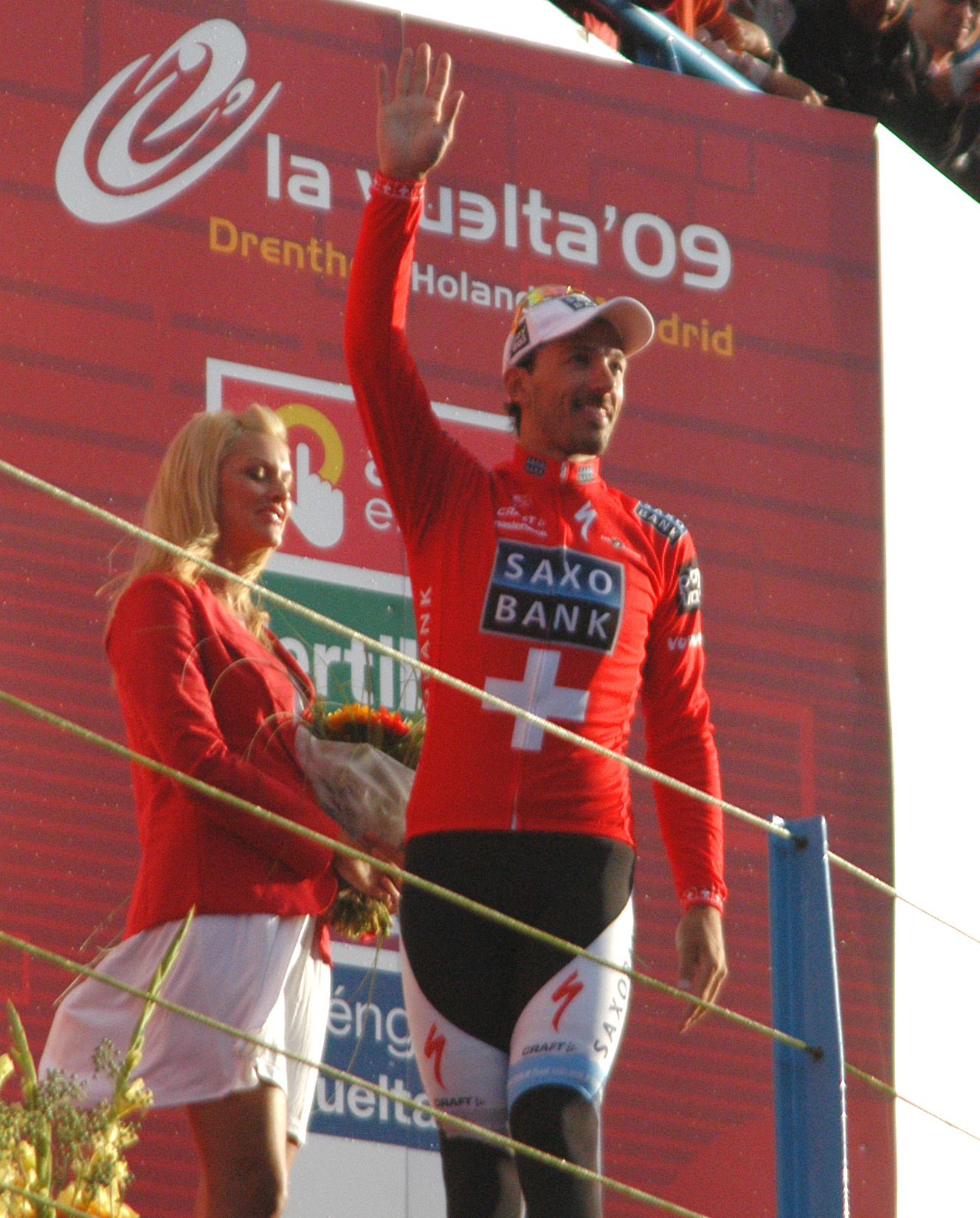
Fabian Cancellara dos veces Campeón de Suiza en 2009, 2011.

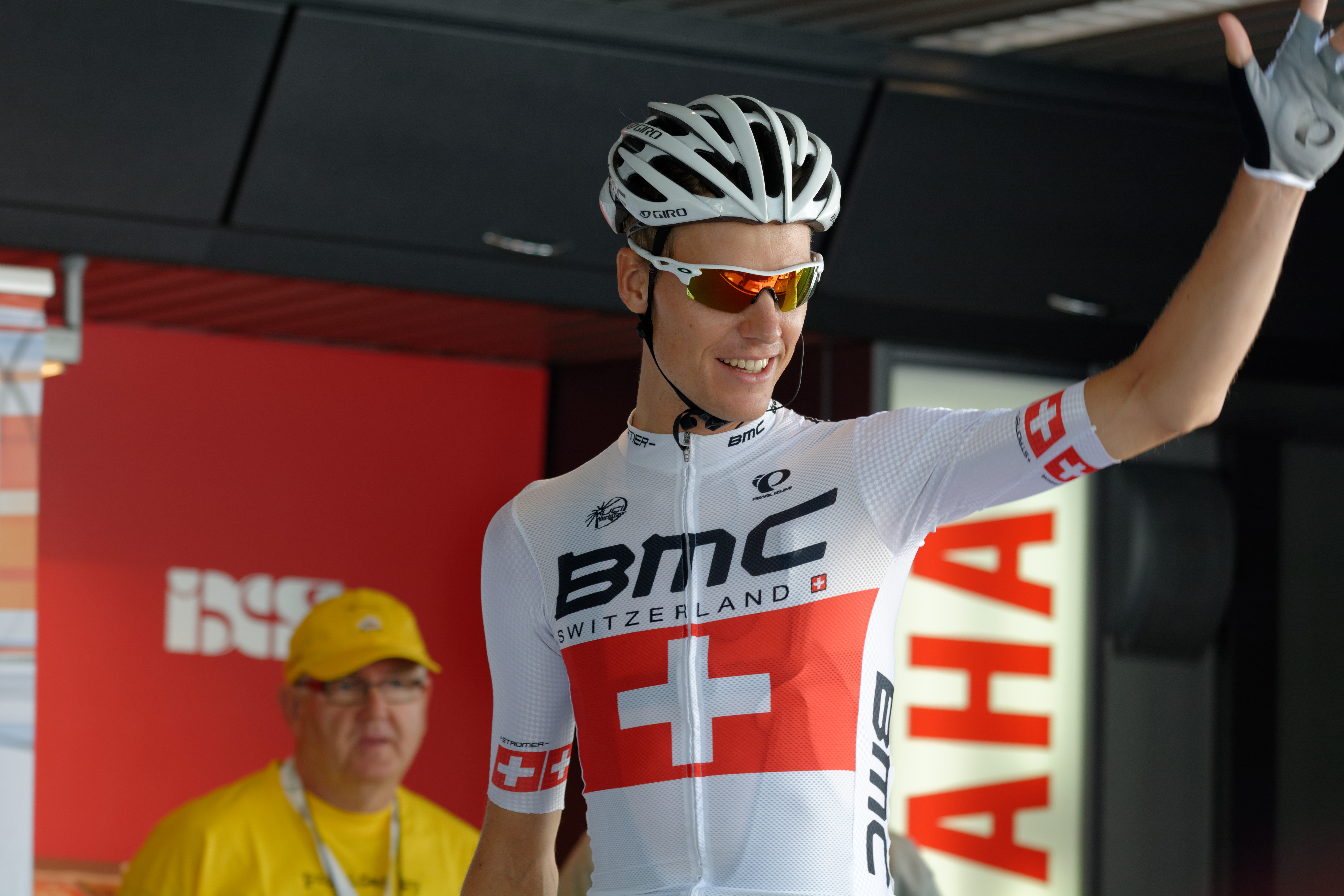
Michael Schär Campeón de Suiza en 2013.

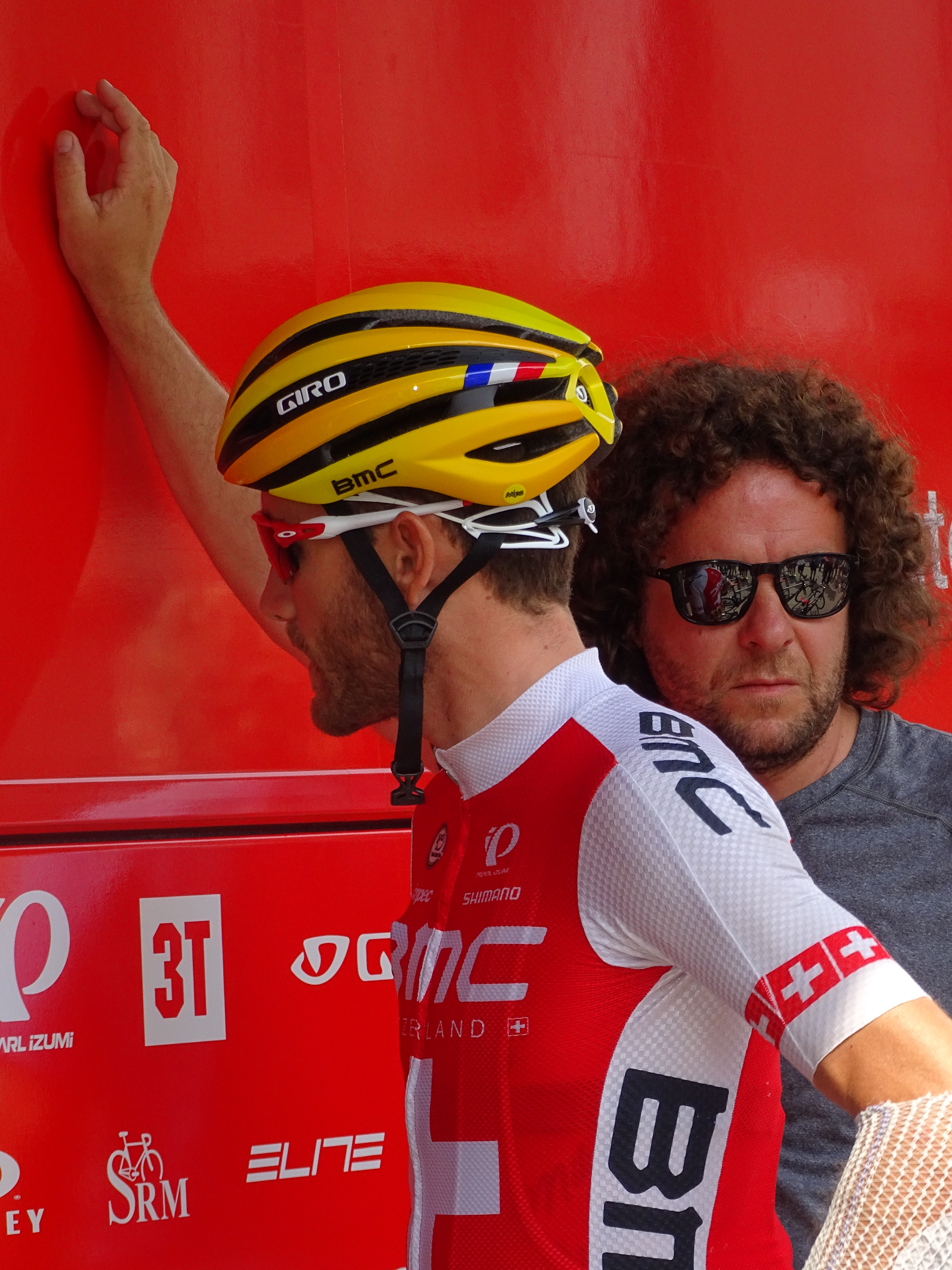
Danilo Wyss campeón en 2015.

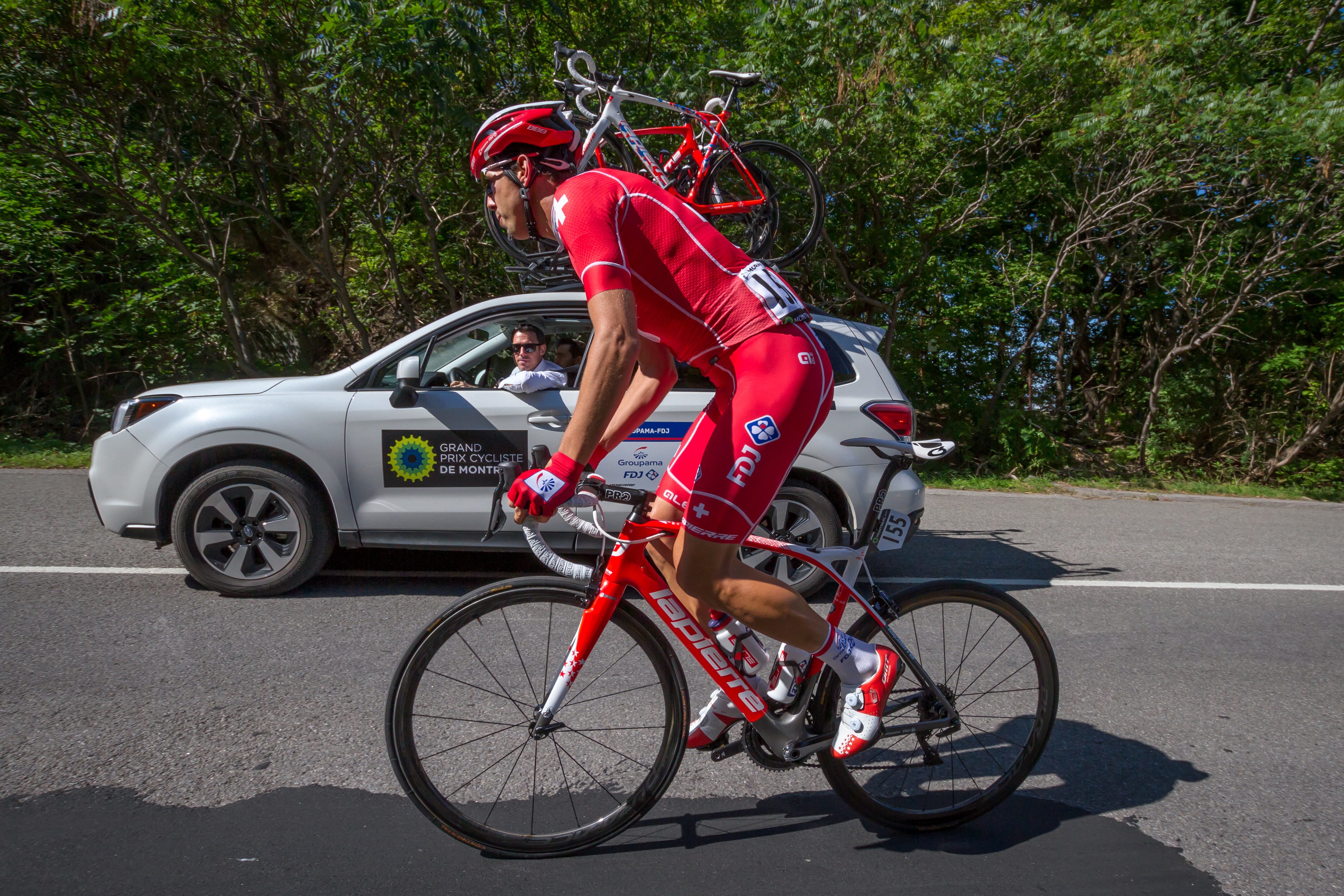
Steve Morabito campeón en 2018.

El Campeonato de Suiza de fondo en carretera es la carrera anual organizada para la otorgar el título de Campeón de Suiza. El ganador tiene derecho a portar durante un año, el maillot con los colores de la bandera de Suiza, en cualquier prueba en Ruta. 
Este campeonato se disputa desde 1892 y su primer ganador fue Edouard Wicky.

## Palmarés masculino

### Elite
| Año       | Ganador               | Segundo               | Tercero              |
| 1892      | Edouard Wicky         | Eugène Wicky          | Robert Crausaz       |
| 1893      | Edouard Wicky         | Theo Champion         | Arnold Bozino        |
| 1894      | Henri Favre           | Serge Sarzano         | Gaston Beguin        |
| 1895      | Henri Favre           | Jacques Gonzet        | Arnold Bozino        |
| 1896      | Jean Vionnet          | Henri Favre           | Ernst Kaeser         |
| 1897      | Jean Vionnet          | -                     | -                    |
| 1898      | Albert Furrer         | Emile Barrot          | Georg Isler          |
| 1899      | Fritz Ryser           | Charles Calame        | Georg Isler          |
| 1900      | Charles Lugon         | Albert Dubach         | Franz Jucker         |
| 1901      | No se disputó         | No se disputó         | No se disputó        |
| 1902      | Albert Dubach         | Paul Locher           | Albert Mamie         |
| 1903      | No se disputó         | No se disputó         | No se disputó        |
| 1904      | Alexandre Castellino  | Marcel Lequatre       | Charles Piquet       |
| 1905-1907 | No se disputó         | No se disputó         | No se disputó        |
| 1908      | Henri Rheinwald       | Heinrich Gaugler      | Franz Suter          |
| 1909      | Charles Guyot         | Henri Rheinwald       | Marcel Lequatre      |
| 1910      | Charles Guyot         | Robert Chopard        | Erwin Kohler         |
| 1911      | Robert Chopard        | Emile Chopard         | Konrad Werfeli       |
| 1911      | Marcel Perrière       | Henri Rheinwald       | Otto Wiedmer         |
| 1912      | Henri Rheinwald       | -                     | -                    |
| 1913      | Otto Wiedmer          | Marcel Perrière       | Henri Rheinwald      |
| 1914      | Oscar Egg             | Henri Rheinwald       | Marcel Perrière      |
| 1915      | Marcel Perrière       | Charles Guyot         | Paul Suter           |
| 1916      | Marcel Perrière       | Arnold Grandjean      | Henri Rheinwald      |
| 1917      | Ernst Kaufmann        | Marcel Perrière       | Marcel Lequatre      |
| 1918      | Ernst Kaufmann        | Henri Suter           | Heinrich Wegmann     |
| 1919      | Henri Rheinwald       | Marcel Lequatre       | Walter Rochat        |
| 1920      | Henri Suter           | Max Suter             | Otto Wiedmer         |
| 1921      | Henri Suter           | Charles Guyot         | Charles Perrière     |
| 1922      | Henri Suter           | Henri Collé           | Marius Demierre      |
| 1923      | Henri Guillod         | Henri Suter           | Kastor Notter        |
| 1924      | Kastor Notter         | Henri Reymond         | Henri Collé          |
| 1925      | Kastor Notter         | Henri Suter           | Henri Reymond        |
| 1926      | Henri Suter           | Albert Blattmann      | Roger Pipoz          |
| 1927      | Kastor Notter         | Albert Blattmann      | Henri Reymond        |
| 1928      | Albert Blattmann      | Georges Antenen       | Eugen Schlegel       |
| 1929      | Henri Suter           | Georges Antenen       | Albert Meyer         |
| 1930      | Georges Antenen       | Albert Blattmann      | Gérard Wuilleumier   |
| 1931      | Albert Büchi          | Georges Antenen       | Alfred Bula          |
| 1932      | Auguste Erne          | Albert Büchi          | Ernst Meier          |
| 1933      | Georges Antenen       | Roger Pipoz           | Theo Heimann         |
| 1934      | Hans Gilgen           | Kurt Stettler         | Walter Blattmann     |
| 1935      | Paul Egli             | Auguste Erne          | Fritz Hartmann       |
| 1936      | Paul Egli             | Karl Litschi          | Albert Büchi         |
| 1937      | Leo Amberg            | Robert Zimmermann     | Werner Buchwalder    |
| 1938      | Leo Amberg            | Hans Martin           | Werner Buchwalder    |
| 1939      | Karl Litschi          | Fritz Saladin         | Hans Martin          |
| 1940      | Edgar Buchwalder      | Hans Martin           | Werner Buchwalder    |
| 1941      | Karl Litschi          | Paul Egli             | Walter Diggelmann    |
| 1942      | Edgar Buchwalder      | Hans Knecht           | Leo Amberg           |
| 1943      | Hans Knecht           | Ernst Naef            | Fritz Stocker        |
| 1944      | Ernst Naef            | Josef Wagner          | Hans Maag            |
| 1945      | Ernst Wuthrich        | Josef Wagner          | Leo Weilenmann       |
| 1946      | Hans Knecht           | Werner Buchwalder     | Ernst Naef           |
| 1947      | Hans Knecht           | Karl Litschi          | Pietro Tarchini      |
| 1948      | Ferdi Kübler          | Georges Aeschilmann   | Emilio Croci-Torti   |
| 1949      | Ferdi Kübler          | Emilio Croci-Torti    | Fritz Schaer         |
| 1950      | Ferdi Kübler          | Fritz Schaer          | Gottfried Weilenmann |
| 1951      | Ferdi Kübler          | Giovanni Rossi        | Fritz Zbinden        |
| 1952      | Gottfried Weilenmann  | Carlo Lafranchi       | Jean Brun            |
| 1953      | Fritz Schaer          | Marcel Huber          | Carlo Lafranchi      |
| 1954      | Ferdi Kübler          | Fritz Schaer          | Carlo Clerici        |
| 1955      | Hugo Koblet           | Carlo Clerici         | Hans Hollenstein     |
| 1956      | Rolf Graf             | Attilio Moresi        | Fritz Gallati        |
| 1957      | Hans Hollenstein      | Max Schellenberg      | Toni Gräser          |
| 1958      | Jean-Claude Grêt      | Toni Gräser           | Oscar Von Büren      |
| 1959      | Rolf Graf             | Attilio Moresi        | Fritz Gallati        |
| 1960      | René Strehler         | Rolf Graf             | Erwin Lutz           |
| 1961      | Ernst Fuchs           | Rolf Graf             | Rolf Maurer          |
| 1962      | Rolf Graf             | Giovanni Albisetti    | Attilio Moresi       |
| 1963      | Attilio Moresi        | Rolf Maurer           | Rudolf Hauser        |
| 1964      | Rudolf Hauser         | Manfred Haeberli      | Robert Hintermüller  |
| 1965      | Robert Hagmann        | Werner Weber          | Willy Spuhler        |
| 1966      | Paul Zollinger        | Hans Stadelmann       | Louis Pfenninger     |
| 1967      | Alfred Ruegg          | Willy Spuhler         | René Binggeli        |
| 1968      | Karl Brand            | Peter Abt             | Emil Zimmermann      |
| 1969      | Bernard Vifian        | Louis Pfenninger      | Erwin Thalmann       |
| 1970      | Kurt Rub              | Erwin Thalmann        | Peter Abt            |
| 1971      | Louis Pfenninger      | Jürg Schneider        | Erwin Thalmann       |
| 1972      | Josef Fuchs           | Louis Pfenninger      | Erich Spahn          |
| 1973      | Josef Fuchs           | Louis Pfenninger      | Bruno Hubschmid      |
| 1974      | Roland Salm           | Louis Pfenninger      | Ueli Sutter          |
| 1975      | Roland Salm           | Josef Fuchs           | Ueli Sutter          |
| 1976      | Roland Salm           | Ueli Sutter           | Roland Schär         |
| 1977      | Roland Salm           | René Savary           | Guido Amrhein        |
| 1978      | Gottfried Schmutz     | Erwin Lienhard        | Josef Fuchs          |
| 1979      | Hansjörg Aemisegger   | Bruno Wolfer          | Guido Amrhein        |
| 1980      | Gottfried Schmutz     | Erwin Lienhard        | Daniel Gisiger       |
| 1981      | Stefan Mutter         | Daniel Gisiger        | Erwin Lienhard       |
| 1982      | Gilbert Glaus         | Bruno Wolfer          | Daniel Muller        |
| 1983      | Serge Demierre        | Stefan Mutter         | Gottfried Schmutz    |
| 1984      | Erich Maechler        | Hubert Seiz           | Gilbert Glaus        |
| 1985      | Gottfried Schmutz     | Urs Freuler           | Heinz Imboden        |
| 1986      | Urs Zimmermann        | Jörg Müller           | Jean-Marie Grezet    |
| 1987      | Jörg Müller           | Pascal Richard        | Daniel Gisiger       |
| 1988      | Hubert Seiz           | Guido Winterberg      | Fabian Fuchs         |
| 1989      | Pascal Richard        | Niki Rüttimann        | Herbert Niederberger |
| 1990      | Rolf Jaermann         | Hans-Rudi Marki       | Tony Rominger        |
| 1991      | Laurent Dufaux        | Daniel Steiger        | Mauro Gianetti       |
| 1992      | Thomas Wegmüller      | Erich Maechler        | Beat Zberg           |
| 1993      | Pascal Richard        | Rolf Jaermann         | Mauro Gianetti       |
| 1994      | Felice Puttini        | Karl Kalin            | Rocco Cattaneo       |
| 1995      | Felice Puttini        | Pascal Richard        | Rolf Jaermann        |
| 1996      | Armin Meier           | Beat Zberg            | Oskar Camenzind      |
| 1997      | Oskar Camenzind       | Roland Meier          | Niki Aebersold       |
| 1998      | Niki Aebersold        | Armin Meier           | Frantz Hotz          |
| 1999      | Armin Meier           | Daniel Schnider       | Mauro Gianetti       |
| 2000      | Markus Zberg          | Marcel Strauss        | Roger Beuchat        |
| 2001      | Martin Elmiger        | Pierre Bourquenoud    | Daniel Schnider      |
| 2002      | Alexandre Moos        | Roger Beuchat         | Pierre Bourquenoud   |
| 2003      | Daniel Schnider       | Roger Beuchat         | Niki Aebersold       |
| 2004      | Grégory Rast          | Sascha Urweider       | Oskar Camenzind      |
| 2005      | Martin Elmiger        | Alexandre Moos        | Marcel Strauss       |
| 2006      | Grégory Rast          | Marcel Strauss        | Aurélien Clerc       |
| 2007      | Beat Zberg            | Fabian Cancellara     | David Loosli         |
| 2008      | Markus Zberg          | Martin Elmiger        | Mathias Frank        |
| 2009      | Fabian Cancellara     | Mathias Frank         | Thomas Frei          |
| 2010      | Martin Elmiger        | Simon Zahner          | Pirmin Lang          |
| 2011      | Fabian Cancellara     | Steve Morabito        | Martin Kohler        |
| 2012      | Martin Kohler         | Michael Albasini      | Fabian Cancellara    |
| 2013      | Michael Schär         | Martin Elmiger        | Martin Kohler        |
| 2014      | Martin Elmiger        | Michael Albasini      | Steve Morabito       |
| 2015      | Danilo Wyss           | Sébastien Reichenbach | Mathias Frank        |
| 2016      | Jonathan Fumeaux      | Pirmin Lang           | Steve Morabito       |
| 2017      | Silvan Dillier        | Stefan Küng           | Kilian Frankiny      |
| 2018      | Steve Morabito        | Patrick Schelling     | Michael Schär        |
| 2019      | Sébastien Reichenbach | Simon Pellaud         | Mathias Frank        |
| 2020      | Stefan Küng           | Danilo Wyss           | Simon Pellaud        |
| 2021      | Silvan Dillier        | Simon Pellaud         | Johan Jacobs         |
| 2022      | Robin Froidevaux      | Sébastien Reichenbach | Colin Stüssi         |
| 2023      | Marc Hirschi          | Antoine Debons        | Simon Pellaud        |
| 2024      | Mauro Schmid          | Simon Pellaud         | Stefan Bissegger     |
| 2025      | Mauro Schmid          | Marc Hirschi          | Valentin Darbellay   |

### Sub-23
| Año  | Ganador          | Segundo             | Tercero              |
| 1998 | Cédric Fragniere | Steve Zampieri      | Benoît Volery        |
| 1999 | Benoît Volery    | Stefan Rüttimann    | Uwe Straumann        |
| 2000 | Aurélien Clerc   | Martin Elmiger      | Grégory Rast         |
| 2001 | Vincent Bader    | David Rusch         | Oliver Wirz          |
| 2002 | Grégory Rast     | Xavier Pache        | Michael Albasini     |
| 2003 | Laurent Arn      | Andrea Ros          | Andreas Dietziker    |
| 2004 | Hubert Schwab    | Daniel Gysling      | Steve Bovay          |
| 2005 | Loic Mühlemann   | Remo Spirgi         | Benjamin Baumgartner |
| 2006 | Maxime Beney     | Mathias Frank       | Silvère Ackermann    |
| 2007 | Elias Schmäh     | Matthieu Deschenaux | Peter Andres         |
| 2008 | Laurent Beuret   | Marcel Wyss         | Elias Schmäh         |
| 2009 | Silvan Dillier   | Nicolas Luthi       | Daniel Henggeler     |
| 2010 | Marcel Baer      | Alexandre Mercier   | Marcel Aregger       |
| 2011 | Marcel Aregger   | Silvan Dillier      | Patrick Schelling    |
| 2012 | Remo Schuler     | Silvan Dillier      | Jan Keller           |
| 2013 | Simon Pellaud    | Colin Stüssi        | Stefan Küng          |
| 2014 | Fabian Lienhard  | Lukas Spengler      | Lukas Müller         |
| 2015 | Patrick Müller   | Frank Pasche        | Lukas Spengler       |
| 2016 | Lukas Spengler   | Nico Selenati       | Timo Güller          |
| 2018 | Lukas Rüegg      | Robin Froidevaux    | Marc Hirschi         |
| 2019 | Mauro Schmid     | Antoine Aebi        | Damian Lüscher       |
| 2020 | No se disputó    | No se disputó       | No se disputó        |
| 2021 | Valère Thiébaud  | Félix Stehli        | Fabio Christen       |

## Palmarés femenino
| Año  | Ganadora            | Segunda              | Tercera              |
| 1982 | Stefania Carmine    | Jolanda Kalt         | Evelyne Müller       |
| 1983 | Evelyne Müller      | Stefania Carmine     | Jolanda Kalt         |
| 1984 | Edith Schönenberger | Barbara Ganz         | Jolanda Kalt         |
| 1985 | Edith Schönenberger | Stefania Carmine     | Barbara Ganz         |
| 1986 | Edith Schönenberger | Barbara Ganz         | Stefania Carmine     |
| 1987 | Edith Schönenberger | Evelyne Müller       | Nicole Hofer-Suter   |
| 1988 | Isabelle Michel     | Edith Schönenberger  | Barbara Ganz         |
| 1989 | Edith Schönenberger | Luzia Zberg          | Evelyne Müller       |
| 1990 | Barbara Heeb        | Sandra Krauer        | Beatrice Horisberger |
| 1991 | Luzia Zberg         | Barbara Ganz         | Yvonne Schnorf       |
| 1992 | Luzia Zberg         | Barbara Ganz         | Barbara Heeb         |
| 1993 | Barbara Ganz        | Luzia Zberg          | Yvonne Schnorf       |
| 1994 | Luzia Zberg         | Beatrice Angele      | Barbara Ganz         |
| 1995 | Luzia Zberg         | Barbara Heeb         | Alexandra Bähler     |
| 1996 | Maria Heim          | Diana Rast           | Marcia Eicher-Vouets |
| 1997 | Yvonne Schnorf      | Barbara Heeb         | Diana Rast           |
| 1998 | Barbara Heeb        | Diana Rast           | Diana Rast           |
| 1999 | Priska Doppmann     | Nicole Brändli       | Yvonne Schnorf       |
| 2000 | Diana Rast          | Yvonne Schnorf       | Priska Doppmann      |
| 2001 | Nicole Brändli      | Priska Doppmann      | Marcia Eicher-Vouets |
| 2002 | Nicole Brändli      | Priska Doppmann      | Marcia Eicher-Vouets |
| 2003 | Nicole Brändli      | Barbara Heeb         | Diana Rast           |
| 2004 | Sereina Trachsel    | Nicole Hofer-Suter   | Sarah Grab           |
| 2005 | Sereina Trachsel    | Nicole Brändli       | Annette Beutler      |
| 2006 | Annette Beutler     | Nicole Brändli       | Patricia Schwager    |
| 2007 | Sereina Trachsel    | Annette Beutler      | Nicole Brändli       |
| 2008 | Jennifer Hohl       | Pascale Schnider     | Emilie Aubry         |
| 2009 | Jennifer Hohl       | Bettina Kuhn         | Andrea Wolfer        |
| 2010 | Emilie Aubry        | Pascale Schnider     | Doris Schweizer      |
| 2011 | Pascale Schnider    | Patricia Schwager    | Jennifer Hohl        |
| 2012 | Jennifer Hohl       | Andrea Wolfer        | Emilie Aubry         |
| 2013 | Doris Schweizer     | Sandra Weiss         | Emilie Aubry         |
| 2014 | Mirjam Gysling      | Linda Indergand      | Doris Schweizer      |
| 2015 | Jolanda Neff        | Marcia Eicher-Vouets | Doris Schweizer      |
| 2016 | Doris Schweizer     | Nicole Hanselmann    | Jutta Stienen        |
| 2017 | Nicole Hanselmann   | Marlen Reusser       | Jutta Stienen        |
| 2018 | Jolanda Neff        | Sina Frei            | Nicole Hanselmann    |
| 2019 | Marlen Reusser      | Elise Chabbey        | Jutta Stienen        |
| 2020 | Elise Chabbey       | Linda Indergand      | Lara Krähemann       |
| 2021 | Marlen Reusser      | Elise Chabbey        | Noemi Rüegg          |
| 2022 | Caroline Baur       | Sina Frei            | Lara Krähemann       |
| 2023 | Marlen Reusser      | Elena Hartmann       | Elise Chabbey        |
| 2024 | Noemi Rüegg         | Linda Zanetti        | Caroline Baur        |
| 2025 | Steffi Häberlin     | Elise Chabbey        | Noemi Rüegg          |